# تاديوز رومر
تاديوز رومر هو دبلوماسي وسياسي بولندي، ولد في 6 ديسمبر 1894 في كاوناس في ليتوانيا، وتوفي في 23 مارس 1978 في مونتريال في كندا. انتخب سفير بولندا ‏.